# 灰鬘螺
灰鬘螺（学名：Phalium glaucum），是异足目唐冠螺科鬘螺属的一种。主要分布于马来西亚、印度尼西亚、中国大陆、台湾，常栖息在水深10－50米的细砂底、潮间带至水深20米。